# Mannequin

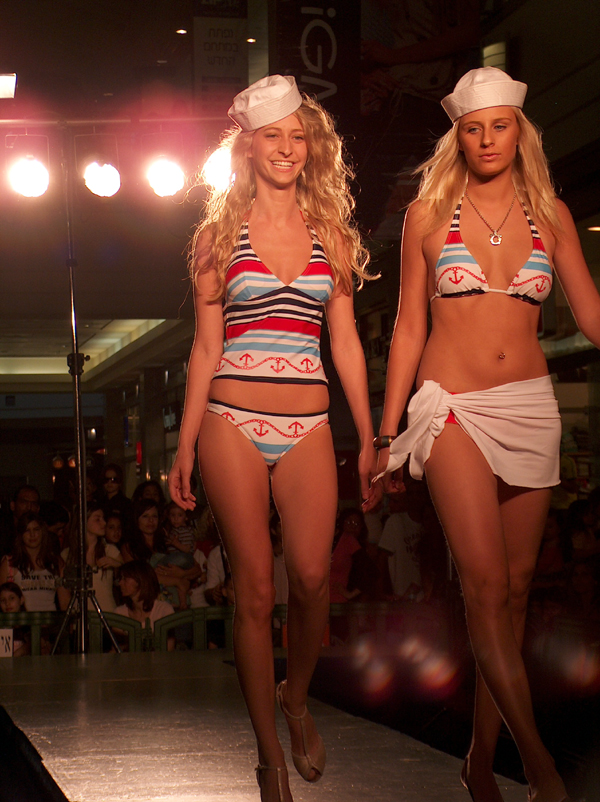
Twee mannequins op de catwalk

Een mannequin is een persoon, meestal een vrouw, die haute couture showt. Een mannequin heeft daarvoor een speciale, elegante looptechniek.
Het woord mannequin komt van het Middelnederlandse woord mannekijn (mannetje), een houten pop die de kleermaker gebruikte om zijn kledingontwerpen met spelden op te bevestigen. Het woord werd vlug overgenomen in het Frans en vandaar wereldwijd via de modewereld verspreid.
In het Engels denkt men bij een mannequin eerder aan een paspop of etalagepop dan aan een levende persoon zoals in het Frans en Nederlands.
In de Middeleeuwen, toen Vlaanderen het Europese centrum van de Europese "haute couture" was, werd het publiekelijk tonen van kleren voor vrouwen onbetamelijk geacht, zodat men mannelijke pages met deze taak belastte.

## Video
- Bioscoopjournaal uit 1955 over de school voor mannequins en fotomodellen te Amsterdam